# Leucopogon woodsii
Leucopogon woodsii är en ljungväxtart som beskrevs av Ferdinand von Mueller. Leucopogon woodsii ingår i släktet Leucopogon och familjen ljungväxter. Inga underarter finns listade i Catalogue of Life.